# 수영

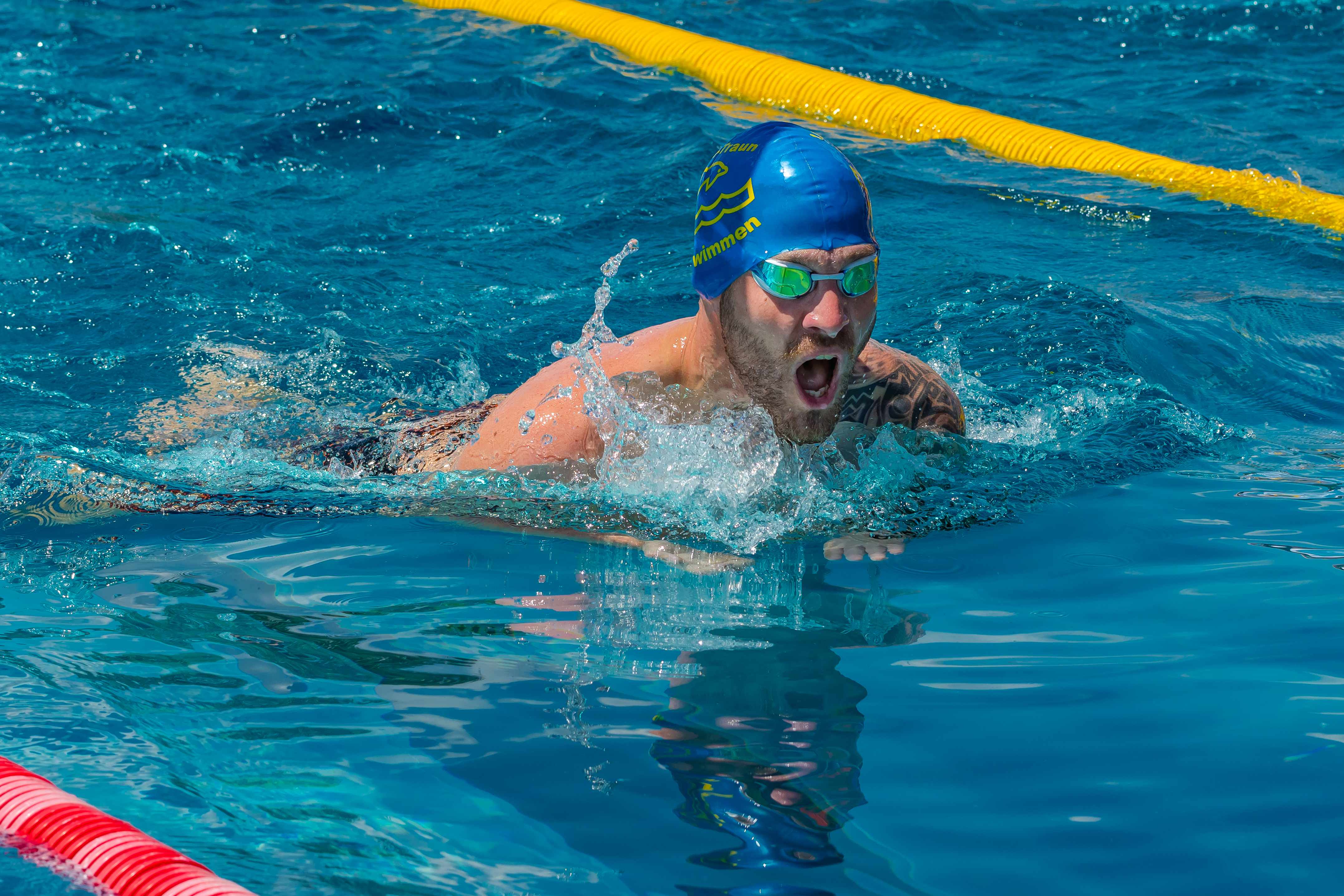
수영하는 사람

수영(水泳, 영어: swimming) 또는 헤엄(문화어: 헤염)은 팔, 다리를 움직여 수면 또는 수중을 이동하는 것을 말한다. 스포츠 경기 종목뿐만 아니라, 물놀이나 다이빙 등의 행위를 총칭하는 말로서 흔히 사용된다. 물 속에 떠 있으면서 여러 가지 동작으로 물을 헤치고 나아가는 동작으로서 수영은 원시 시대부터 교통 수단의 하나로 실시되었고, 그 후에 전투나 직업과 연관되어 발달하던 것이 19세기에는 경영(競泳)을 중심으로 성행되었다. 1900년대 초에는 크롤 수영법도 고안되었다. 수영은 신체의 모든 부위를 운동하기 때문에 최고의 운동으로 간주할 수 있다. 수영하면 코어 근육과 팔만큼 다리도 운동하게 된다. 물론 다른 스포츠와 운동도 신체에 훌륭하다. 그렇지만 사실상 수영은 가장 좋은 운동들을 모두 결합한 활동이다. 그중 몇 가지를 살펴보자.
출처:건강을 위한 발걸음
수영은 일반적으로 레크리에이션, 건강, 경영, 직업(군사, 프로스포츠), 여행, 생존 등이 있으며 위해 물이나 기타 액체를 통해 사람이 스스로 추진하는 것이 주된 목적이다. 운동은 팔다리와 신체의 조화로운 움직임을 통해 달성되어 방향성 움직임을 가져오는 유체역학적 추진력을 얻는다. 인간은 생존 반응으로 물 속에서 숨을 참을 수 있고 태어난 지 몇 주 안에 기본적인 기관차 수영을 할 수 있다. 수영에는 체력, 기술, 적절한 기술이 필요하다.
수영은 다양한 기술을 사용하여 물 속에서 움직이는 인기 있는 레크리에이션 활동이자 경쟁 스포츠이다. 심혈관 건강 강화, 근력 강화, 유연성 증가 등 다양한 건강상의 이점을 제공한다. 모든 연령층과 체력 수준의 사람들에게 적합하다.
수영은 지속적으로 최고의 공공 레크리에이션 활동 중 하나이며, 일부 국가에서는 수영 강습이 교육 커리큘럼의 필수 부분이다. 공식 스포츠로서 수영은 모든 현대 하계 올림픽을 포함하여 다양한 지역, 국내 및 국제 대회에 참가한다.
수영에는 몸을 앞으로 나아가게 하는 스트로크라고 알려진 반복적인 동작이 포함된다. 프리스타일이라고도 알려진 프론트 크롤링은 네 가지 주요 영법 중 가장 빠른 영법으로 널리 알려져 있지만, 훈련과 같은 특별한 목적을 위해 다른 영법도 연습된다.
수영에는 주로 수영이 이루어지는 수중 환경으로 인해 특정 위험이 따른다. 예를 들어, 수영자는 익사로 인한 사망의 잠재적 원인인 공황과 피로로 인해 무력화될 수 있다. 감염이나 적대적인 수생 동물에 대한 노출로 인해 다른 위험이 발생할 수 있다. 이러한 상황을 최소화하기 위해 대부분의 시설에서는 인명 구조원을 고용하여 조난 징후에 대해 경계를 유지한다.
수영하는 사람들은 흔히 특수 수영복을 입지만, 지역 문화에 따라 일부 수영하는 사람은 알몸으로 수영하거나 평상복을 입을 수도 있다. 또한 수영 경험이나 성능을 향상시키기 위해 수영 고글, 부양 장치, 수영 핀, 스노클 등의 다양한 장비를 사용할 수 있다.

## 기법
수영은 다음의 종류를 포함한다.
- 자유형
- 크롤
- 배영
- 평영
- 접영

수영은 '영법'으로 알려진 다양한 스타일을 사용하여 수행할 수 있으며, 이는 다양한 목적으로 사용되거나 경쟁 수영에서 유형을 구별하는 데 사용된다. 물 속에서 추진하기 위해 정의된 스트로크를 사용하는 것은 불필요하며, 훈련받지 않은 수영인은 네발 달린 동물이 수영하는 것과 유사한 팔과 다리 움직임의 '개헤엄'을 사용할 수 있다.
경기 및 레크리에이션 수영에서는 네 가지 주요 영법, 즉 프론트 크롤링, 자유형, 평영, 배영, 접영이 사용된다. 유럽의 수영 경기는 1800년경에 시작되었으며 주로 평영을 사용했는데, 이는 현재의 평영 팔과 접영의 다리로 시작되었다. 1873년 존 아서 트루젠(John Arthur Trudgen)이 서양 수영 대회에 트루젠을 도입했다. 접영은 1930년대에 개발되었으며 1953년에 별도의 스타일로 받아들여질 때까지 평영의 변형으로 간주되었다. 접영은 많은 사람들에게 가장 어려운 영법으로 간주되지만 전반적인 토닝과 신체 구축에 가장 효과적이다. 또한 가장 많은 칼로리를 소모하며 정기적으로 연습할 경우 두 번째로 빠른 영법이 될 수 있다.
비경쟁 수영에는 측영을 포함한 몇 가지 수영 영법이 있다. 19세기 말 횡영은 한쪽 팔을 먼저 물 위로 올린 다음 다른 쪽 팔, 그리고 차례로 각각 물 위로 올리는 방식으로 이러한 패턴을 바꾸었다. 그것은 여전히 인명 구조 및 레크리에이션 수영에 사용된다.
다른 영법은 훈련, 학교수업, 구조 등 특별한 이유 때문에 존재하며, 운동을 위해 팔이나 다리만으로 수영하는 등 특정 신체 부위를 분리하기 위해 신체의 일부를 사용하지 않기 위해 영법을 변경하는 경우가 많다. 더 힘들거나 절단 장애인이나 마비 환자에게는 더 어렵다.

## 경기 규칙
- 자유형: 50m, 100m, 200m, 400m, 800m, 1500m
- 평영: 50m,100m, 200m
- 접영: 50m, 100m, 200m
- 배영: 50m, 100m, 200m
- 개인혼영: 200m, 400m
- 계영: 400m, 800m
- 혼계영: 4명이 각 100m씩 배영, 평영, 접영, 자유형의 순으로 한다.
- 혼성 혼계영: 남자선수 2명, 여자선수 2명씩100m를 배영, 평영, 접영, 자유형의 순으로 한다.

경영의 출발시에는 3회 이상 혼자서 플라잉하면 실격된다. 폭 2m의 자기 코스에서 나가거나 다른 선수를 방해하면 실격된다. 턴하는 곳에서는 한 손 혹은 두 손이 벽에 닿아야 한다. 예선 기록이 가장 빠른 선수는 4레인을 배정받는다. 수영법이나 턴하는 방식이 규정에 어긋나면 실격 된다.
평영을 제외한 나머지 접영,배영,자유형은 스타트 후 잠영거리 15m를 넘으면 실격된다.
경기중 로프를 잡아도 실격된다

## 역사
수영은 선사시대부터 기록되어 왔으며 수영에 관한 최초의 기록은 약 7,000년 전 석기 시대의 동굴 벽화로 거슬러 올라간다. 기록의 경우 기원전 2000년으로 거슬러 올라간다. 최초의 기록으로는 길가메시 서사시, 일리아스, 오디세이아, 성경(에스겔 47:5, 사도행전 27:42, 이사야 25:11), 베오울프 등이 포함된다. 경기로 실시된 것은 19세기 영국에서이다. 1896년 제1회 근대 올림픽에서 정식 종목으로 실시되었다. 한국의 경우 1916년에 수영 강습회가 개최되었고, 1929년에는 제1회 전조선수영대회가 열렸다. 1970년 제6회 아시아경기대회에서 조오련 선수가 금메달 2개를 따내 '아시아의 물개'라고 불리며 일대 금자탑을 세우기도 하였다. 아직 세계 무대에서는 성과가 좋지 않으나, 아시아 무대에서는 일본·중국에 이어 좋은 성적을 올려 왔다. 1986년 아시아경기대회에서 금메달 2개, 1990년 대회 금메달 1개, 은메달 2개, 동메달 4개, 1994년 대회 금메달 2개, 동메달 2개 1998년 대회 은메달 2개, 동메달 7개, 2002년 대회 금메달 1개, 은메달 5개, 동메달 10개를 획득하였다. 한국 남자 수영이 2024 파리 올림픽에서 단체전 사상 처음으로 올림픽 결승에 진출했다.
남자 수영 대표팀은 30일(현지시간) 프랑스 파리 라데팡스 수영장에서 열린 계영 800ｍ 예선에서 7분07초96을 기록했다. 대표팀은 16개 참가국 중 7위로 8개 팀이 진출하는 결승에 올랐다.
2024 파리 올림픽에서 김우민선수가 자유형 400m 경기에서 금메달을 획득했다

## 같이 보기
- 테리 래플린(영어판) - 'TI 수영'(Total Immersion Swimming) 창시자 우주